# Hakuōki
Hakuouki (薄桜鬼?) es una serie de anime japonesa lanzada en 2008 por la compañía Idea Factory.

## Argumento
Hakuouki toma lugar durante el último período del shogunato de la era Edo. Chizuru Yukimura, cuyo padre trabaja en Kyoto como médico practicante de medicina occidental, decide viajar a la capital imperial a buscarlo después de perder contacto. Allí, es atacada por un monstruo sediento de sangre pero es a tiempo rescatada por los miembros del Shinsengumi. Estos la toman en custodia, y descubren que es la hija del doctor que también buscan. El Shinsengumi decide acoger a Chizuru y ayudarle en la búsqueda de su padre, con muchas aventuras en el proceso.

## Personajes

### Principales
Chizuru Yukimura (雪村 千鶴 Yukimura Chizuru?)
Seiyū: Kuwashima Houko
Chizuru es la protagonista principal. Ella vino a Kioto a buscar a su padre desaparecido, Kodou Yukimura (雪村 纲 道, Yukimura Kodou),  Un médico Neerlandés que es experto en la medicina occidental. Su padre es el que, por órdenes del Shogunato, desarrolló el " Ochimizu ", una poción que aumenta la curación del bebedor y de increíbles habilidades, velocidad y fuerza, sino que también posee el efecto secundario indeseable de eventualmente convertir al bebedor en un monstruo con ansias de beber sangre. También Chizuru tiene un secreto: ella es en realidad un miembro de pura raza de los "oni-ichizoku" (el Clan Demonio). El encargado de protegerla y atenderla es el vice-capitán Hijikata Toshizo.Se puede apreciar que Chizuru admira mucho al vice-capitán Hijikata(aunque en un principio parecía temerle un poco), que a lo largo de la serie ese cariño se convierte en amor.
Toshizo Hijikata (土方 歳三 Hijikata Toshizō?)
Seiyū: Shin'ichirō Miki
Hijikata es el capitán del Shinsengumi y el vicecomandante. Él hace la Mayoría de las decisiones de los Shinsengumi. Es llamado "Oni-fukuchou" (Demonio vicecomandante) y es a la vez temido y respetado por sus hombres. El trajo a Yukimura Chizuru a la sede y es responsable de su bienestar y seguridad.  Al principio desconfiaba un poco de Chizuru, pero luego llegó a tenerle cariño al igual que todos del shinsengumi. Poco a poco el cariño que tenía hacia la joven fue creciendo hasta el punto en el que confirma que se había enamorado de ella, que al confesar sus sentimientos fueron aceptados por Chizuru, no trata mucho con el alcohol porque prefiere no hacerlo. Está basado en Hijikata Toshizō
Isami Kondo (近藤 勇 Kondō Isami?)
Seiyū: Tōru Ōkawa
Hondou es el Comandante de los Shinsengumi. Es muy emocional y llora con facilidad. A pesar de esto, Él Tiene la confianza, el Respeto y la lealtad de sus hombres. Muere decapitado por el enemigo al entregarse para que Hijikata, Chizuru y otros escaparan (Capítulo 4 de Hakuoki Hekketsuroku). Está basado en el personaje histórico Isami Kondō.
Keisuke Yamanami (山南 敬助 Yamanami Keisuke?)
Seiyū: Nobuo Tobita
También conocido como "Sannan-san" (basado en una lectura alterna de su apellido), es el capitán de los Shinsengumi. Un tanto un erudito y despiadado,  amable y cariñoso, aunque un poco reservado. Después de una lesión, que dio lugar a no poder usar su brazo con la espada, ha cambiado pasando a ser frío y desconfiado de los demás. La esperanza de recuperar el uso de su brazo le ha llevado a beber ochimizu, él es el primero de los personajes introducidos para hacerlo. Muere junto con Heisuke en el castillo Sendai después de haber agotado su fuerza vital. Está basado en el personaje histórico Keisuke Yamanami.
Shinpachi Nagakura (永倉 新八 Nagakura Shinpachi?)
Seiyū: Tomohiro Tsuboi
Shinpachi es el capitán segunda división del Shinsengumi. Él es generalmente muy alegre, especialmente cuando está con sus compañeros. Shinpachi es cercano a Harada y juntos molestan a menudo a Heisuke. Él es muy hábil con la espada, pero también es un alcohólico y mujeriego. Está basado en el personaje histórico Shinpachi Nagakura.
Souji Okita (沖田 総司 Okita Sōji?)
Seiyū: Showtaro Morikubo
Okita es el capitán de la primera división, un espadachín brillante y muy inteligente. Él sufre de tuberculosis, una enfermedad en ese tiempo incurable. Muere al defender el pueblo en donde se escondían Hijikata y Chizuru (Capítulo 6 de Hakuoki Hekketsuroku). Está basado en el personaje histórico Okita Sōji. 
Sanosuke Harada (原田 左之助 Harada Sanosuke?)
Seiyū: Kōji Yusa
Harada es el capitán de la décima unidad y prefiere las lanzas a usar la espada, él se va del shinsengumi junto a Shinpachi. Está basado en el personaje histórico Sanosuke Harada.
Heisuke Tōdō (藤堂 平助 Toudou Heisuke?)
Seiyū: Hiroyuki Yoshino
Heisuke es el miembro más joven de los Shinsengumi. Él tiene cerca de la misma edad que Chizuru. Se convierte en un Rasetsu cuando está a punto de morir después de ser atacado por un Oni, pero más tarde en la historia se descubre que la fuerza de los Rasetsu proviene de su fuerza vital. Muere en el castillo Sendai junto con Sannan-san al haber gastado su fuerza vital (Capítulo 8 de Hakuoki Hekketsuroku). Está basado en el personaje histórico Heisuke Todo.
Hajime Saito (斎藤 一 Saitō Hajime?)
Seiyū: Kōsuke Toriumi
Saito es el líder del tercer escuadrón y un maestro de la técnica de espada de la izquierda. Es silencioso y taciturno, pero también muy leal, educado y sabio. A menudo analiza la situación antes de atacar, para averiguar cuales son las acciones necesarias para completar la misión. Está basado en el personaje histórico Hajime Saito. 
Kaoru Nagumo (南雲 薫 Nagumo Kaoru?)
Seiyū: Hasumi Itou
Visto por primera vez como una joven hermosa y de vestido, que se parece mucho a Chizuru, Kaoru es en realidad el hermano gemelo Chizuru, separados al nacer. Es asesinado por Kazama.
Chikage Kazama (風間 千景 Kazama Chikage?)
Seiyū: Kenjirō Tsuda
Miembro del Bakumatsu, enemigos de los Shinsengumi. Es parte del clan Oni al igual que Chizuru, siendo que esta es la única Oni femenina está muy interesado en ella (ya que si ellos se juntan traerían al mundo a un Oni muy poderoso restableciendo así al clan).